# Stupendemys
Stupendemys war eine Gattung sehr großer Süßwasserschildkröten aus der Familie der Podocnemididae. Fossile Überreste der Gattung wurden im heutigen Venezuela, in Kolumbien und in Westbrasilien gefunden. Neben der Typusart Stupendemys geographicus wurde bisher nur noch eine weitere Art (Stupendemys souzai) beschrieben. Letztere Artzuweisung ist allerdings umstritten und wird nicht von allen Fachleuten anerkannt.

## Etymologie und Forschungsgeschichte
Der Gattungsname Stupendemys (nach engl. „stupendous“ = „enorm“, „riesig“ in Kombination mit dem altgriechischen ἐμὐς (Emys) = „Sumpfschildkröte“) bezieht sich treffend auf die außergewöhnliche Größe der Tiere. Erste Fossilien wurden im Sommer 1972 im Rahmen einer paläontologischen Expedition der Harvard University aus der Urumaco Formation im Norden Venezuelas geborgen. Die Erstbeschreibung von Gattung und Typusart erfolgte 1976 durch Roger Conant Wood. Woods Erstbeschreibung basierte auf dem Holotypus (MCNC 244) am Museo de Ciencias Naturales in Caracas (Venezuela) und weiterem fossilen Belegmaterial. Darunter auch ein gut erhaltener Carapax mit einer Länge von 218 cm (MCZ P 4376), der sich heute am Museum of Comparative Zoology der Harvard University befindet. Wood erkannte, dass es sich bei Stupendemys um eine Schildkröte mit weitgehend aquatischer Lebensweise handeln musste, war sich aber nicht sicher, ob er eine marine oder eine an ein Leben im Süßwasser angepasste Form vor sich hatte.
1985 untersuchte Rhodin die Struktur der Oberarmknochen von Stupendemys und verglich dabei hauptsächlich mit Meeresschildkröten.
In den 1990er Jahren folgten Berichte über Funde von Stupendemys aus der Solimões-Formation in der brasilianischen Provinz Acre. Für diese Funde konnte eine marine Lebensweise nun ausgeschlossen werden. 2006 wurden die Funde aus Brasilien zu einer eigenen Art (Stupendemys souzai) zusammengefasst. Diese Zuordnung gilt allerdings als umstritten, da mehrere einzelne Skelettelemente von verschiedenen Fundorten zusammengefasst wurden, ohne dass ein Nachweis vorliegt, dass sie tatsächlich ein und derselben Art zugehören. Für einige Skelettelemente wird sogar angezweifelt, dass sie der Gattung Stupendemys zuzurechnen sind.
Von Stupendemys lagen lange keine eindeutig zuordenbaren Belege des Schädelskeletts vor. Überlegungen, dass es sich bei einem isolierten Schädel und einem ebenfalls isolierten Unterkiefer aus denselben brasilianischen Fundschichten, die 2009 gemeinsam unter dem Namen Caninemys tridentata beschrieben wurden, um den Schädel einer kleineren Stupendemys-Art handeln könnte, blieben rein spekulativ und ebenfalls nicht durch entsprechende Fossilbelege untermauert. Der Schädel von Caninemys tridentata diente dennoch als Vorlage für eine Skelettrekonstruktion von Stupendemys geographicus am American Museum of Natural History. Dafür musste die Nachbildung des Schädels allerdings im Vergleich zum Originalfossil um rund das Doppelte vergrößert werden um ihn an die Proportionen des Rumpfskeletts anzupassen.
2007 veröffentlichten Scheyer & Sánches-Villagra histologische Untersuchungen am Carapax von Stupendemys geographicus.
2020 wurde erstmals auch über Funde aus der Tatacoa-Wüste in Kolumbien berichtet. Diese und weitere Funde aus Urumaco veranlassten die Beschreiber dazu Caninemys tridentata und Stupendemys souzai mit Stupendemys geographicus zu synonymisieren. Das Fundmaterial wurde zwei Morphotypen zugeordnet, die als Hinweis auf einen möglichen Sexualdimorphismus gewertet wurden. Nur ein Jahr später wurde aus demselben kolumbianischen Fundgebiet erstmals ein Stupendemys-Carapax mit einem dazugehörigen, zumindest teilweise erhaltenen Schädelskelett beschrieben. Die Analyse des neuen Fundes zeigte signifikante Unterschiede zu den ursprünglich als Caninemys tridentata beschriebenen Fossilien auf. Die Synonymisierung von Caninemys tridentata mit Stupendemys geographicus wurde deshalb wieder verworfen und Caninemys tridentata als gültiges, eigenständiges Taxon rehabilitiert. Zudem schlugen die Autoren dieser Arbeit vor den Artzusatz geographicus zu der, ihrer Ansicht nach grammatikalisch korrekteren Form geographica abzuändern.

## Merkmale

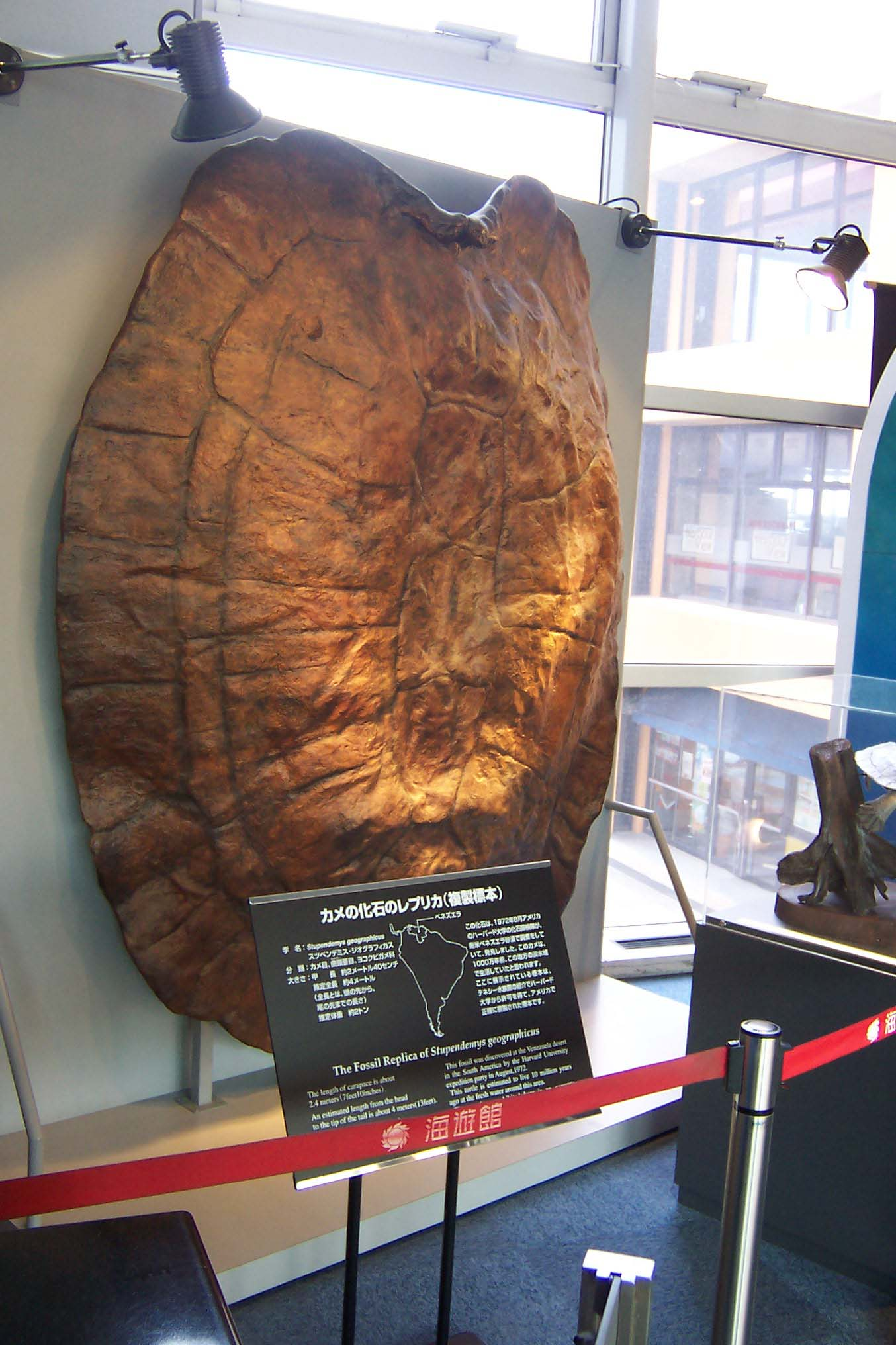
Nachbildung des Carapax (MCZ P 4376) von Stupendemys geographicus. Gut erkennbar sind die Einbuchtung und der verdickte, nach außen gebogene Rand des Carapax im Nackenbereich (im Bild oben)

Aufgrund der Unklarheiten in Bezug auf das Taxon Stupendemys souzai erfolgt die Beschreibung der gattungstypischen Merkmale hier in Anlehnung an Wood, 1976:
- Riesenwuchs
- Der Carapax ist abgeflacht und zeigt anterior eine deutliche Einbuchtung im Nackenbereich
- Der Rand des Carapax ist im Bereich dieser Einbuchtung deutlich verdickt und nach außen gebogen.
- Kräftig ausgebildete Halswirbel
- Der Schaft des, ebenfalls überaus massiv ausgebildeten, Humerus zeigt einen annähernd dreieckigen Querschnitt
- Der Femur ist ebenso kräftig ausgebildet und dorsoventral abgeflacht.

Stupendemys geographicus ist die größte bekannte Süßwasserschildkröte der Erdgeschichte. Wood gibt in seiner Erstbeschreibung für die Panzergröße des Holotypus eine Länge von ca. 2,30 Metern und eine Breite von 1,90–1,95 Metern an. Später wurden jedoch noch größere Exemplare gefunden. Für einen fast vollständig erhaltenen Carapax (UNEFM-CIAPP-2002-01), der sich am Centre of Archaeology, Anthropology and Paleontology der Universidad Nacional Experimental Francisco de Miranda (UNEFM) in Coro (Venezuela) befindet, wurde zunächst auf eine Länge von 3,30 Metern bei einer Breite von 2,18 Metern geschätzt. Die Angaben wurden später auf eine Gesamt-Carapaxlänge von 2,86 Metern (2,40 Meter entlang der Mittellinie) bei einer maximalen Breite von 2,65 Metern korrigiert.
Die größte heutige südamerikanische Süßwasserschildkröte, die Arrauschildkröte (Podocnemis expansa), erreicht dagegen eine maximale Panzerlänge von nur etwa einem Meter bei einer Körpermasse von etwa 50 Kilogramm. Die größte heute lebende Art von Meeresschildkröten, die Lederschildkröte (Dermochelys coriacea) bringt es auf eine Körpermasse von bis zu 650 kg bei einer Carapaxlänge von bis zu 2,10 Metern. Berichte über eine Lederschildkröte mit einer Körpermasse von 916 kg gelten dagegen als unzuverlässig. Für das oben erwähnte Exemplar UNEFM-CIAPP-2002-01 wird, je nach Berechnungsmethode, eine Körpermasse zwischen 871 kg und 1145 kg angegeben.

## Arten
- Stupendemys geographicus Wood, 1976 (Typusart)[1]
- Stupendemys souzai Bocquentin & Melo, 2006[6]

## Palökologie

### Habitat und Lebensweise
Die Größe und der stark abgeflachte Carapax von Stupendemys deuten auf eine weitgehend aquatische Lebensweise hin. Die Funde von Stupendemys geographicus aus Venezuela stammen aus der sogenannten „capa de huesos“ („Knochenschicht“) oder „capa de tortugas“ („Schildkrötenschicht“) aus den hangendsten Anteilen der Urumaco Formation. Die Sedimente der Urumaco Formation wurden im Deltabereich eines ausgedehnten Flusssystems mit zahlreichen unterschiedlichsten Habitaten, von kontinentalen, savannenartigen Ebenen über Flussläufe, Stillgewässer, Süßwassersümpfe und Brackwasser führende Ästuare bis hin zu flachmarinen Küstenzonen abgelagert. Daher war zunächst auch unklar, ob es sich bei Stupendemys um eine Süßwasserschildkröte oder um eine marine Form handelte.
Die Solimões-Formation, aus der die brasilianischen Funde von Stupendemys stammen, wurde dagegen in einem weit ausgedehnten Alluvialfächer („Megafan“) mit Flußgerinnen, Seen und Überschwemmungsebenen am östlichen Fuß der jungen Anden, weit abseits vom Meer, abgelagert. Der allgemeine Konsens geht heute deshalb davon aus, dass es sich bei Stupendemys um eine Gattung von Süßwasserschildkröten handelte. Allerdings besteht nach wie vor die theoretische Möglichkeit, dass die Funde aus Venezuela und Brasilien jeweils eigenständige Arten von Stupendemys repräsentieren, die an unterschiedliche Lebensräume angepasst waren.
Über die Ernährungsweise von Stupendemys lassen sich keine gesicherten Angaben machen.

### Individualalter
Die höchste Wachstumsrate aller heute lebenden Schildkröten zeigt die Lederschildkröte (Dermochelys coriacea) mit einer durchschnittlichen Rate von über 8,5 cm/Jahr im Jugendstadium. Diese für Schildkröten extrem hohe Wachstumsrate äußert sich bei Lederschildkröten in einer speziellen Struktur des Knochenaufbaus, insbesondere an den Gelenksköpfen der Oberarmknochen. Ähnliche Strukturen des Knochenaufbaus, die auf hohe Wachstumsraten hinweisen, zeigen sich bei Archelon ischyros aus der Oberkreide von Nordamerika, nicht jedoch bei Stupendemys. Für alle anderen heutigen Schildkrötenarten kann von einer Wachstumsrate zwischen 3,0 und 5,3 cm/Jahr ausgegangen werden.
Scheyer & Sánches-Villagra, 2007 verwenden diese Eckdaten um das Individualalter des größten bislang gefundenen Exemplars (UNEFM-CIAPP-2002-01) von Stupendemys abzuschätzen. Unter der Annahme einer hohen, histologisch nicht belegten, Wachstumsrate ergibt sich nach Ansicht der Autoren ein Mindestalter von 30 Jahren. Unter der Annahme der, realistischeren, niedrigeren Wachstumsraten kann von einem Individualalter von etwa 60–110 Jahren ausgegangen werden.